# Isophya posthumoidalis
Isophya posthumoidalis är en insektsart som beskrevs av Władysław Bazyluk 1971. Isophya posthumoidalis ingår i släktet Isophya och familjen vårtbitare. Inga underarter finns listade i Catalogue of Life.